# Замок По

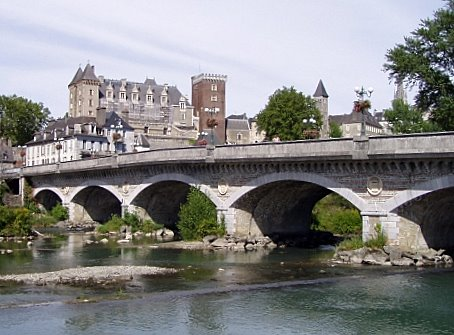
Вид на замок с берега реки Гав-де-По

Замок По (фр. château de Pau) — замок в городе По, некогда столице Беарна (французский департамент Пиренеи Атлантические). Стоит на холме, возвышающемся над рекой Гав-де-По. Известен с XII века. Окружен палисадом из кольев (французское pieux, беарнское pau), символизирующих верность и искренность. От них происходит и название замка. 
Существующие строения начал возводить Гастон III де Фуа, более известный под именем Гастон Феб. При нём был воздвигнут каменный донжон высотой 33 метра, на котором выгравировали надпись: «Febus me fe», означающую на местном наречии «Феб меня сделал». После испанского завоевания Наварры сменил в 1512 году замок в Олите в качестве основной резиденции наваррских королей и их двора, в связи с чем началась перестройка во вкусе Возрождения. В этом замке 13 декабря 1553 года появился на свет Генрих Наваррский — первый французский король из династии Бурбонов. В 1830-е последний король из этой династии, Луи Филипп, решив почтить память предка, распорядился украсить и заново обставить запущенную резиденцию. Масштабная реконструкция в духе романтизма была завершена уже в годы Третьей империи.
Замок используется как музей, где экспонируются предметы различных эпох начиная с XVI века. Внутренняя отделка залов отражает вкусы второй четверти XIX века.

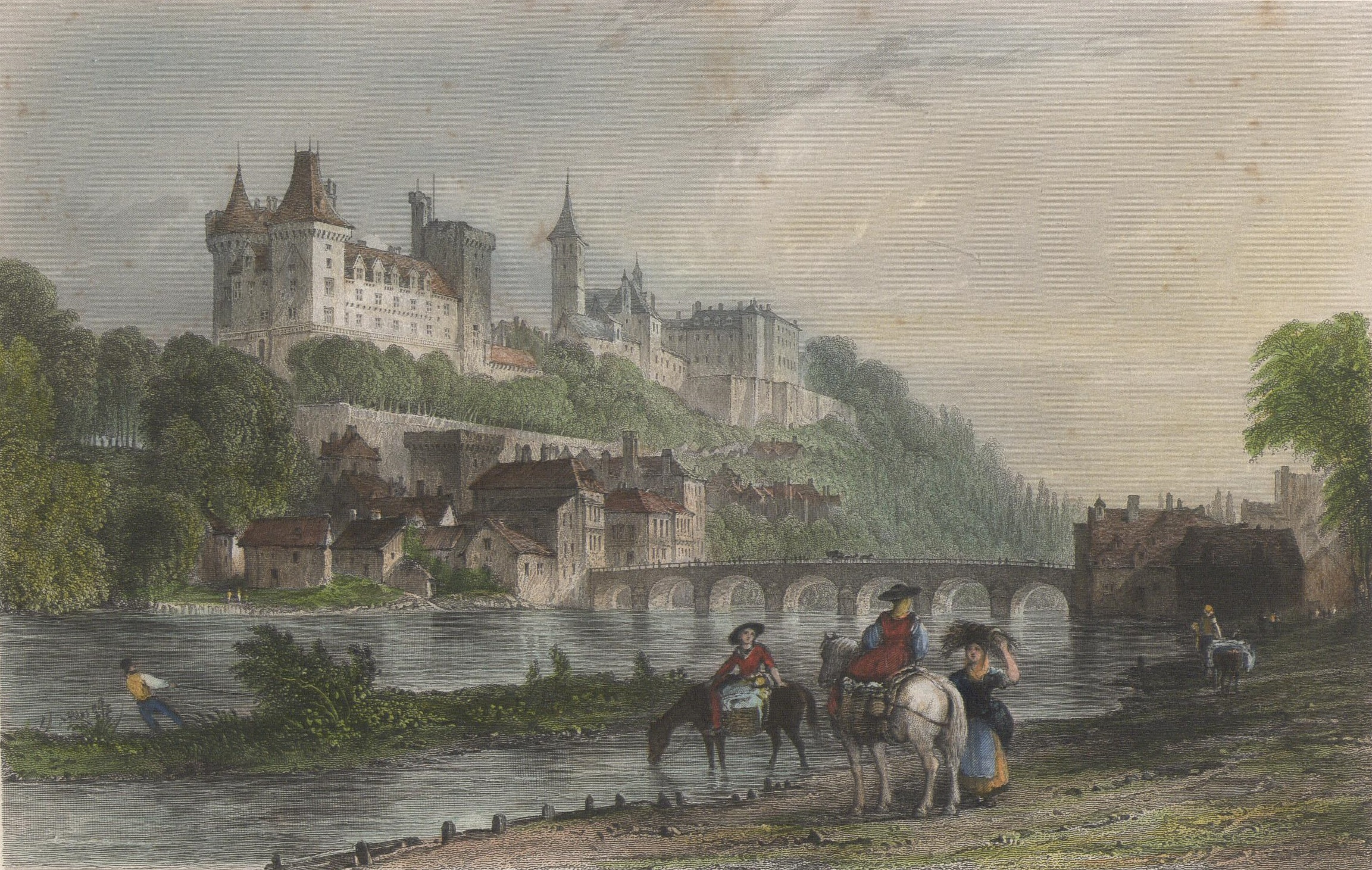
Глазами художника первой половины XIX века
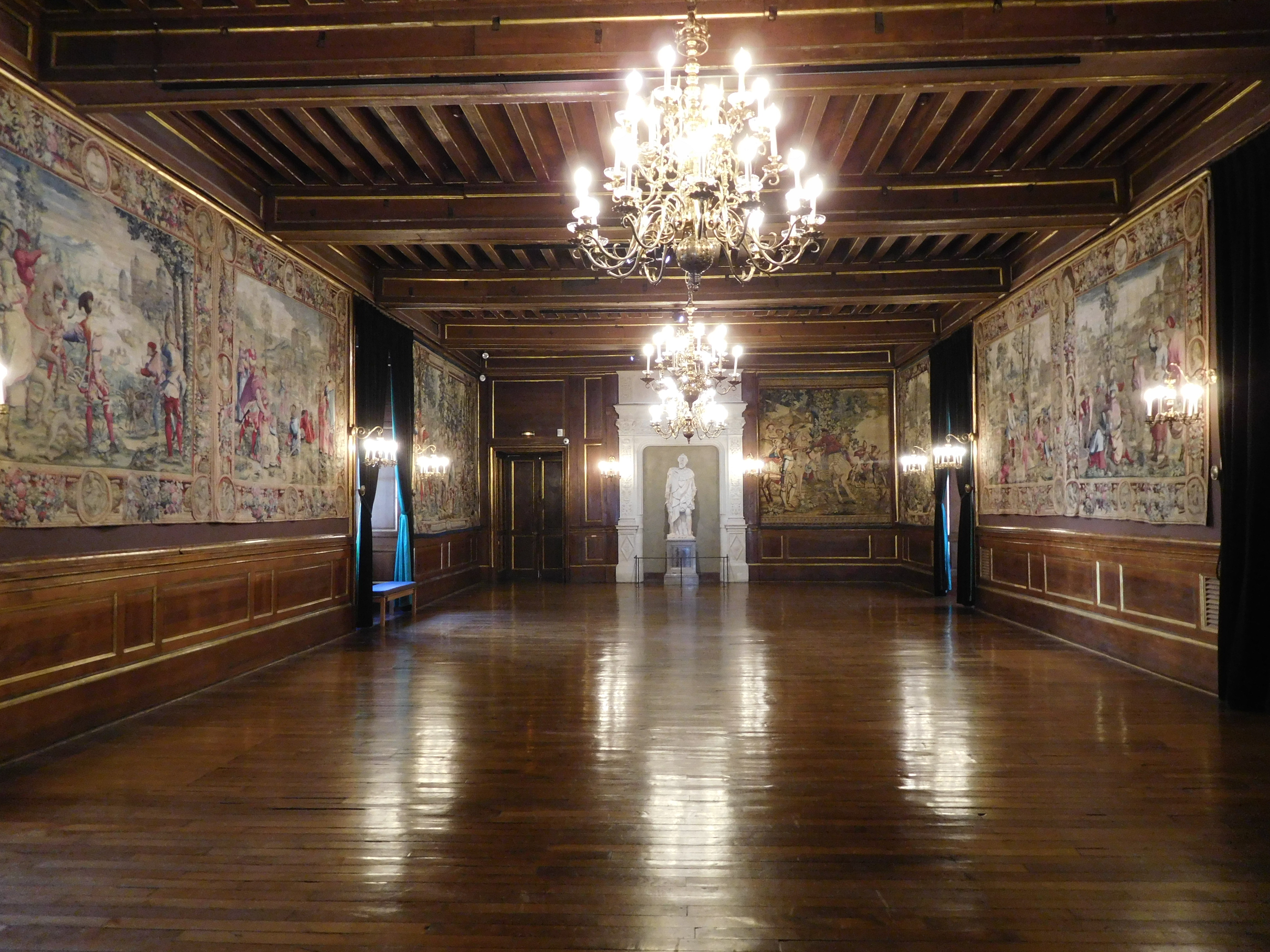
Большой зал
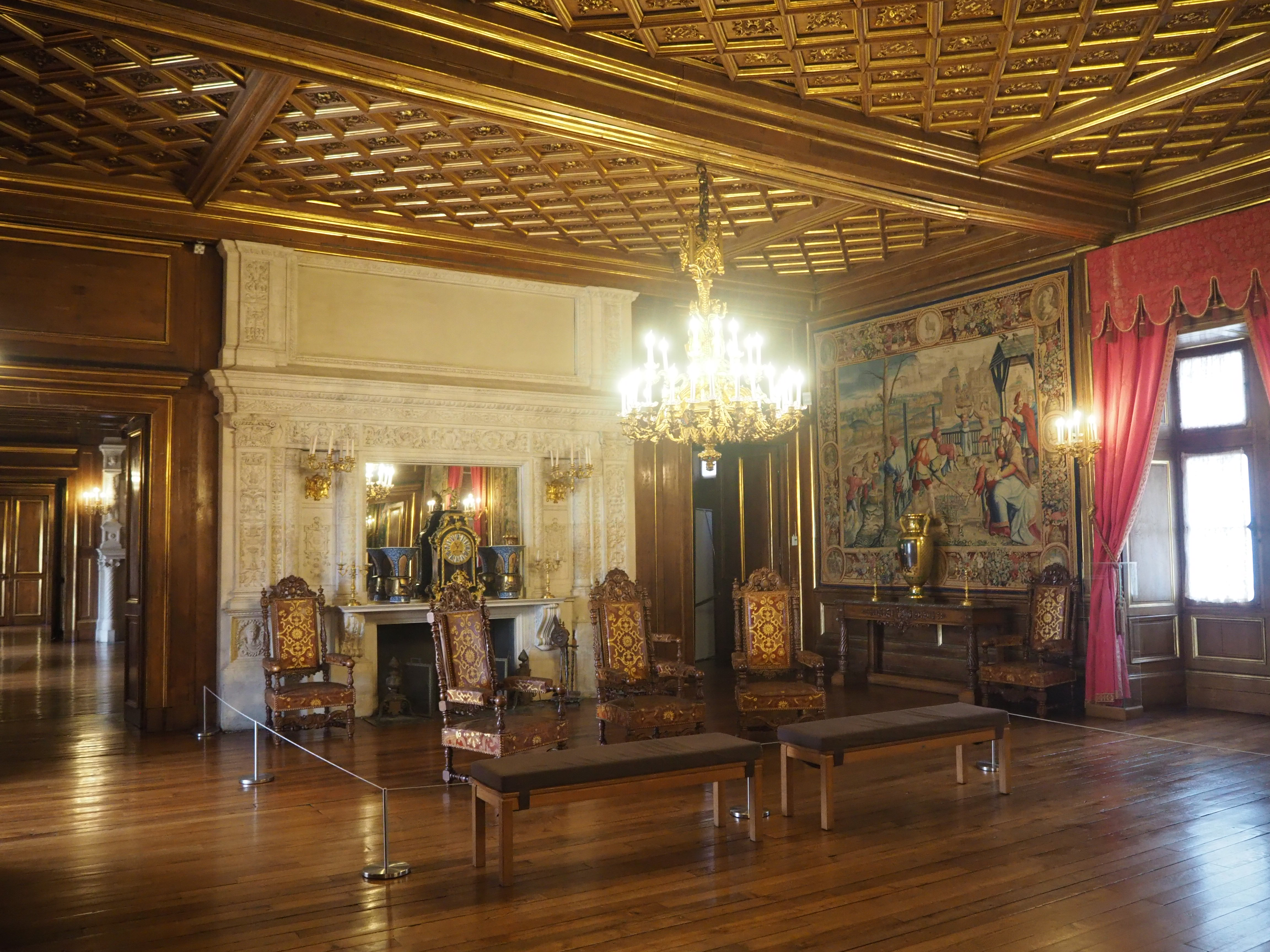
Гостиная
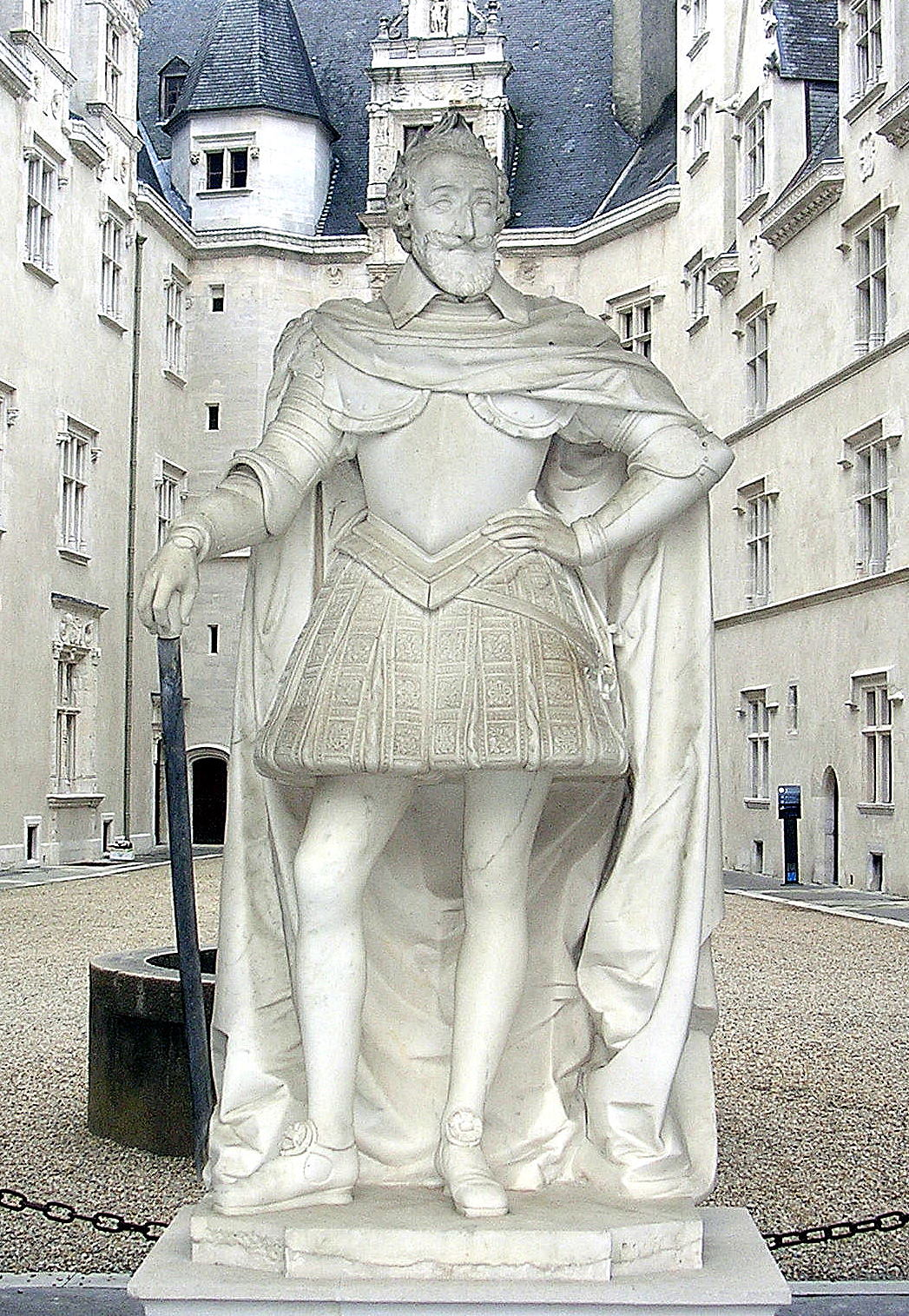
Статуя Генриха IV перед входом в замок